# Linde (Bronckhorst)
Linde is een buurtschap in de gemeente Bronckhorst in de Nederlandse provincie Gelderland.
Linde ligt ca 5 km ten zuidoosten van Vorden.
Een markant punt voor Linde is de achtkantige beltmolen "Ons Belang/de Lindesche molen" - een korenmolen, die niet meer in bedrijf is, maar nog wel draaivaardig is.
Onder in de molen is een theater, opgericht door Peter Hoefnagels, gevestigd. De opbrengst van het theater wordt gebruikt voor het in standhouden van de molen.
Linde ligt ongeveer halverwege het Pieterpad, dat loopt van Pieterburen in Groningen naar de Sint-Pietersberg in Limburg.

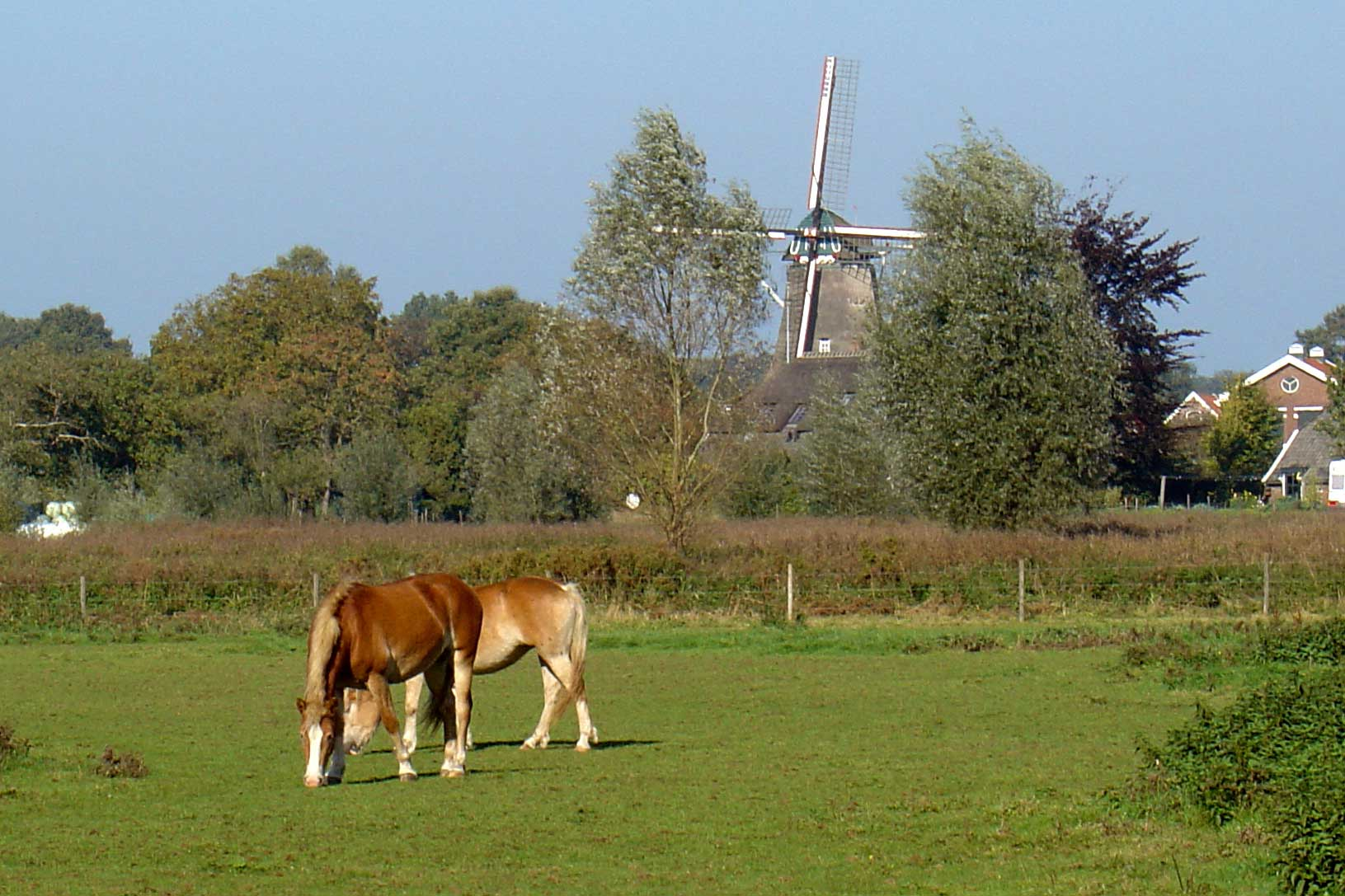
Zicht op Linde met molen vanaf de Helderboomsdijk
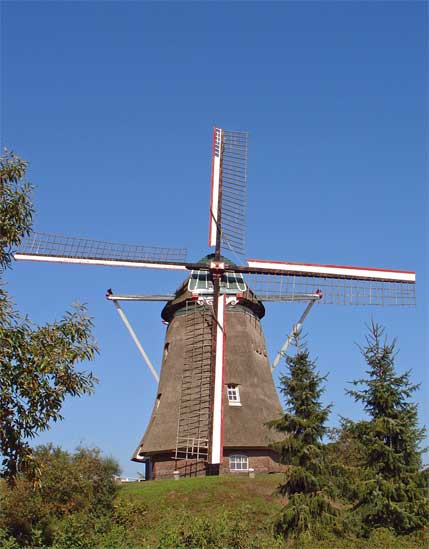
De Lindesche molen
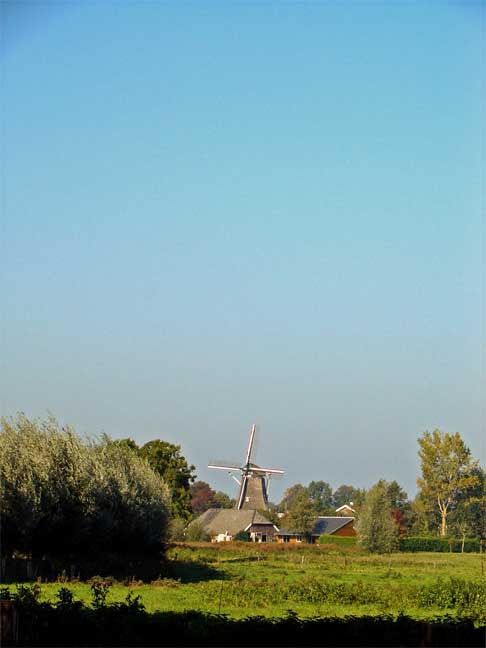
Zicht op Linde

Hoofdplaats: Hengelo      Stadjes: Bronkhorst · Laag-Keppel

Dorpen: Achter-Drempt · Baak · Drempt · Halle · Hengelo · Hoog-Keppel · Hummelo · Keijenborg · Kranenburg · Olburgen · Steenderen · Toldijk · Velswijk · Vierakker · Voor-Drempt · Vorden · Wichmond · Zelhem

Buurtschappen: Bekveld · Delden · Dunsborg · Eldrik · Gooi · Halle-Heide · Halle-Nijman · Heidenhoek · Heurne (deels) · Linde · De Meene · Medler · Meuhoek · Mossel · Noordink · Oosterwijk · Rha · Varssel · Veldhoek (deels) · Veldwijk · Wassinkbrink · Wientjesvoort · Wildenborch · Winkelshoek · Wittebrink · Wolfersveen

Voormalige gemeenten: Hengelo · Hummelo en Keppel · Steenderen · Vorden · Zelhem

Gelderland · Steden en dorpen in Gelderland      Nederland · Provincies · Gemeenten